# Nazzano
Nazzano es una localidad italiana de la provincia de Roma, región de Lacio, con 1350 habitantes.

## Evolución demográfica
| Gráfica de evolución demográfica de Nazzano entre 1861 y 2011 |
|                                                               |
| Fuente ISTAT - elaboración gráfica de Wikipedia               |

## Ciudades hermanadas
Nazzano está hermanada con las siguientes ciudades:
- Iași, Rumania.